# 卵

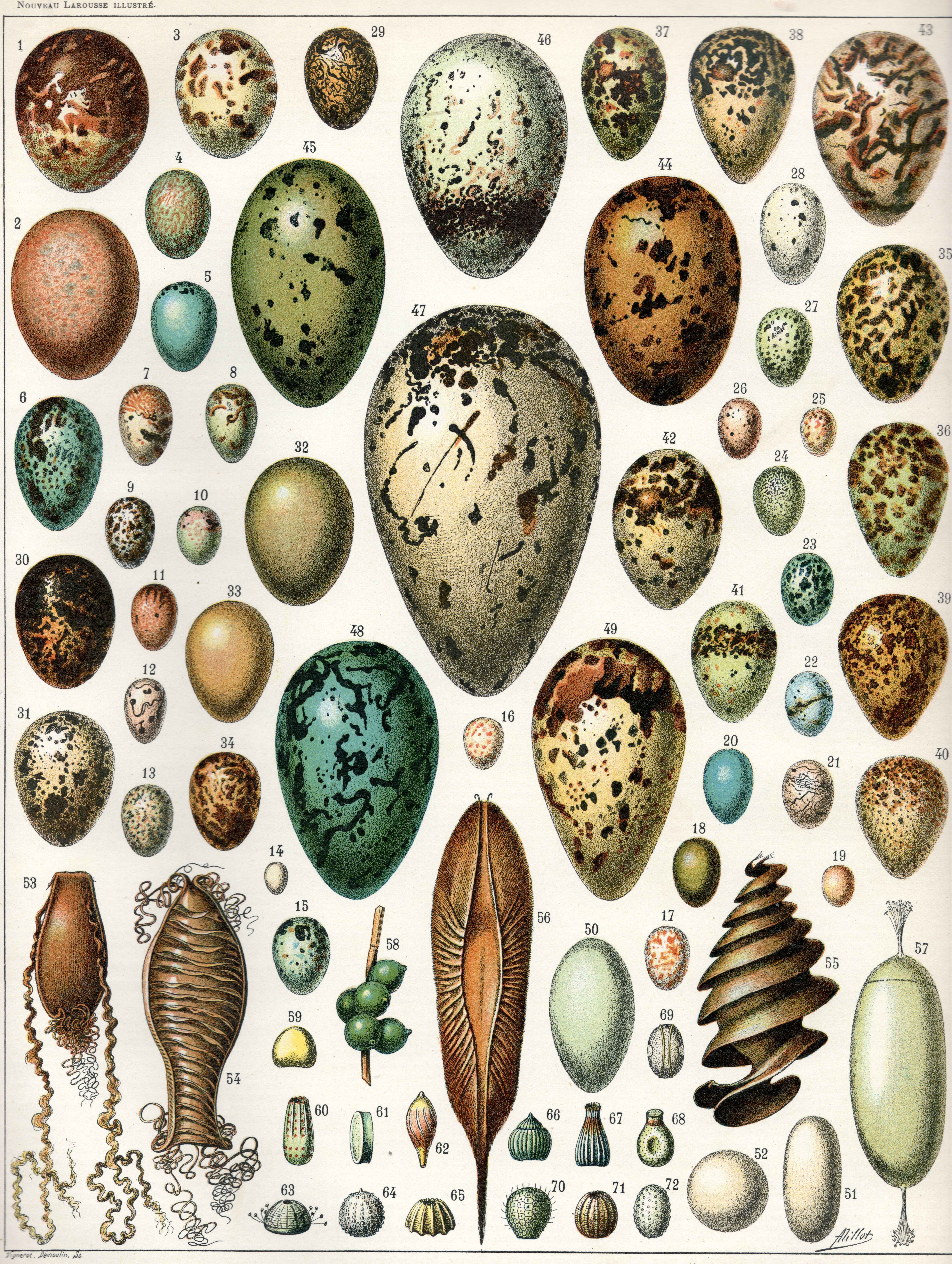
様々な卵

鶏卵の断面図
1. 卵殻
2. 外卵殻膜
3. 内卵殻膜
4. カラザ
5. 外水様卵白
6. 濃厚卵白
7. 卵黄膜
8. パンデル核
9. 胚盤（核）
10. 濃色卵黄（黄色卵黄）
11. 淡色卵黄（黄白色卵黄）
12. 内水様卵白
13. カラザ
14. 気室
15. クチクラ層

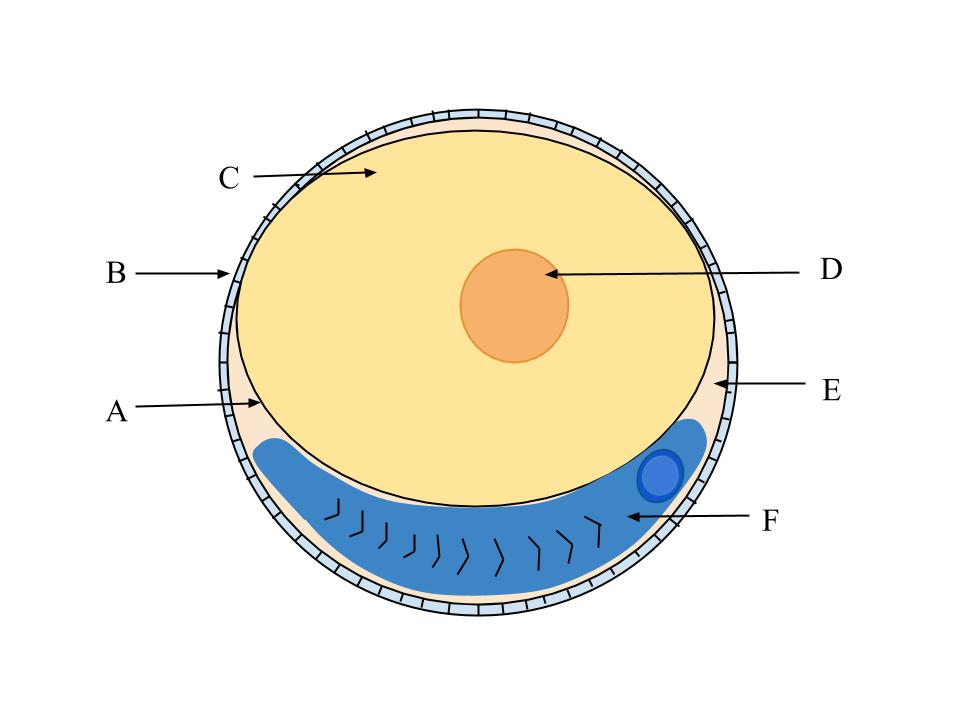
魚卵の構造図。A.卵黄膜、B.卵膜、C.卵黄、D.油球、E.囲卵腔、F.胚

卵（たまご、らん、英: Egg/Spawn）とは、動物の卵細胞が未受精、または受精し胚発生が進行した状態で体外（外環境）へ産み出される雌性の生殖細胞と付属物の総称である。玉子（たまご）とも書かれる場合もある。
外部に放出（産卵）される卵は、その多くが周辺環境と内部を隔てる構造を持ち、恒常性を保つ機能を持つ。他の一般的な体細胞よりサイズが大きいという特徴があり、例えば直径約100µm のウニの卵や、長径約11cmのダチョウの卵黄など様々なサイズの卵が存在し、ダチョウの卵の卵黄周辺は最大にランクされる細胞である。卵割を迅速に進めることを支える栄養素として、卵黄にタンパク質・脂肪・ミネラル・ビタミンが蓄えられているものが多く、他の生物にとって優れた栄養をもたらすことが多い。

## 外壁
多くの海産無脊椎動物の卵は、卵細胞の形で放出され、受精膜のみにつつまれて発生が進む。
爬虫類や昆虫など、陸上に産卵される卵は表面に膜を持つことで水分の蒸発を防ぐ。これにより乾燥した陸上での生活を可能にしている。また、は虫類は胚膜を形成し、これが陸上での胚の発生を支える。
鳥類や一部のカタツムリの卵は表面に炭酸カルシウムの殻（卵殻）をもち、内部を保護している。
多くの哺乳類は、受精卵は母親の胎内に留まり、そこで成長する胎生であるが、カモノハシ目のカモノハシやハリモグラは、弾力のある殻をもった卵を産む「卵生」の哺乳類である。

## 形態

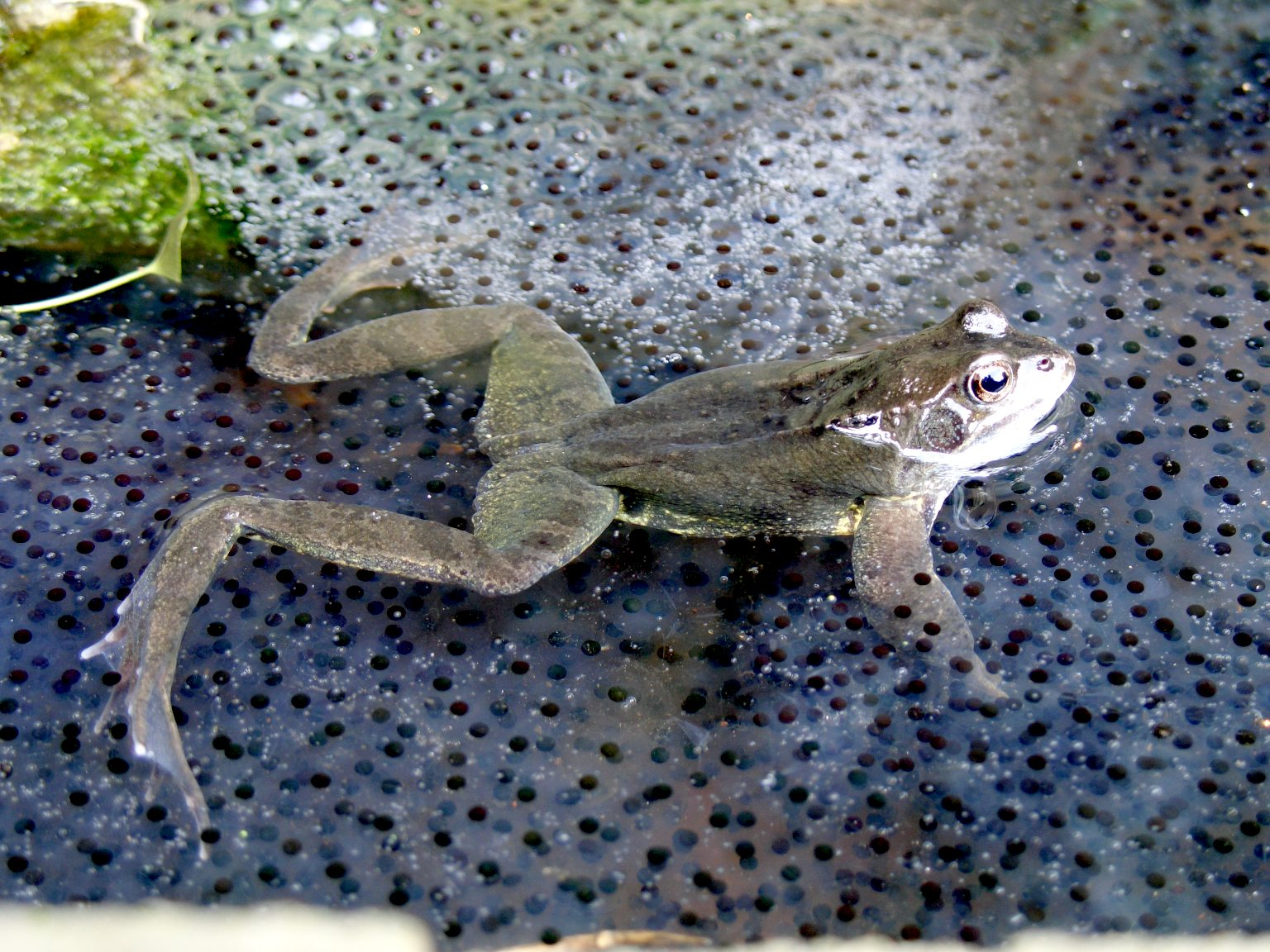
カエルとその卵

単独で産まれる卵もあるが、多数をまとめて産卵する場合もある。多数の卵を密着した塊とする場合、これを“卵塊”（らんかい）と呼ぶ。さらにそれを何らかの構造物で覆ってしまう場合もある。クモは糸で卵塊を包んで“卵嚢”（らんのう）とするし、ゴキブリやカマキリは分泌物で卵塊を覆う“卵鞘”（らんしょう）をつくる。カエルの中には樹上に“泡巣”（ほうすう）と呼ぶ泡で卵を覆って産む種もある。

## 耐久性
卵は時に植物の種子と比較されるが、種子が最初から耐久的な構造を持つのに対して、卵はその場で発生を始めるものである。従って外力に対して頑丈ではないものが多いが、中には環境の変化に対して非常に大きな耐久性を持つ例もある。昆虫の卵には越冬を卵で行うものがある。ミジンコやアルテミア、カブトエビなどは耐久卵という特殊な卵を持ち、これは乾燥等、孵化後の外の環境が適さない場合は休眠状態を維持する。そのため、これらの動物は生息する水域が干上がっても、泥の中で生き延び、再び水が与えられると孵化する。カダヤシ目のノソブランキウスなどの卵には、ミジンコなどには及ばないものの同様の性質を有し、乾燥期を卵で乗り切るものがある。

## 生態的側面

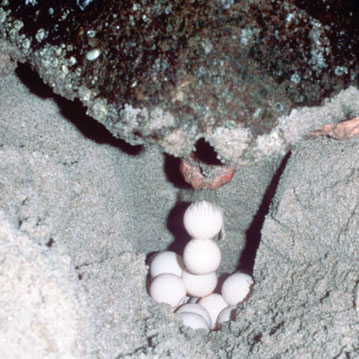
アカウミガメの産卵

雌親はその種ごとに独自の方法で、決まった場所に卵を産む。卵を放出することを産卵という。海産動物には、一見無作為に卵を放出するものも多いが、より多くの動物では、何らかの基盤上、あるいは腔所に卵を産み付ける。このような産卵場所や産卵にかかわる行動は、親による子の保護の一面を形成している。さらに、産卵後に卵を守る行動などを示すものもある。
雌親が一度に産む卵を一腹（ひとはら）という単位で数え、この卵の数を一腹卵数（クラッチサイズ）という。一般に、一腹卵数が大きいものは、個々の卵が小さく、小さいものは卵が大きい。これは卵の生存率と深く関わりがあると考えられ、r-K戦略説との関連で論議された。同様の問題は、雌親の産卵回数などに関しても議論がある。

## 卵概念の歴史
卵そのものは鳥類や魚類のそれとして古くから認識されていたが、ほとんどのほ乳類は卵から生まれないと考えられていた。サメやエイにも胎生の種があり、それらも卵は見られないと考えられていた。一方、昆虫の蛹は卵と考えられていた。従って、すべての動物の成長の起源としての卵という見方はなかった。
17世紀にウイリアム・ハーベーは胎生の動物の発生を詳しく調べたが、卵を発見することは出来なかった。しかし、類推からそれらにも卵が存在することを確信し、「すべては卵から」との言葉を残している。これが実際に確認されるのは、1827年のベーアによるヒト卵細胞の発見による。

## 卵が持つイメージ
卵は生命・復活の象徴として、しばしば取り上げられる。例えばキリスト教の祭日である復活祭では、鶏卵を色とりどりに塗った「イースターエッグ」を作る風習がある。
また、宇宙の原初状態を表現するものとされ、これを宇宙卵と呼んだ。
また、卵には、「未熟だけれどもこれから成長の見込みがある」というイメージがあり、日本語では日常的に「学者の卵」とか「画家の卵」のように初心者・駆け出しの者を意味する場合に用いられる。この事情は英語でも似通ったところがあるが、やや侮蔑的な「青二才」の意味を持つので、むしろ「ひよっこ」（ヒヨコ）と語感が似ている。
さらに茹でた鶏卵の殻を取り除いた姿が白くつるつるしていることの連想から、時に官能的なニュアンスを伴って「卵の剥き身のような柔肌」などという言葉が比喩的に使われることもある。
生卵が非常に割れやすい事から、脆い物の象徴としても使われる。

## 食用卵の種類

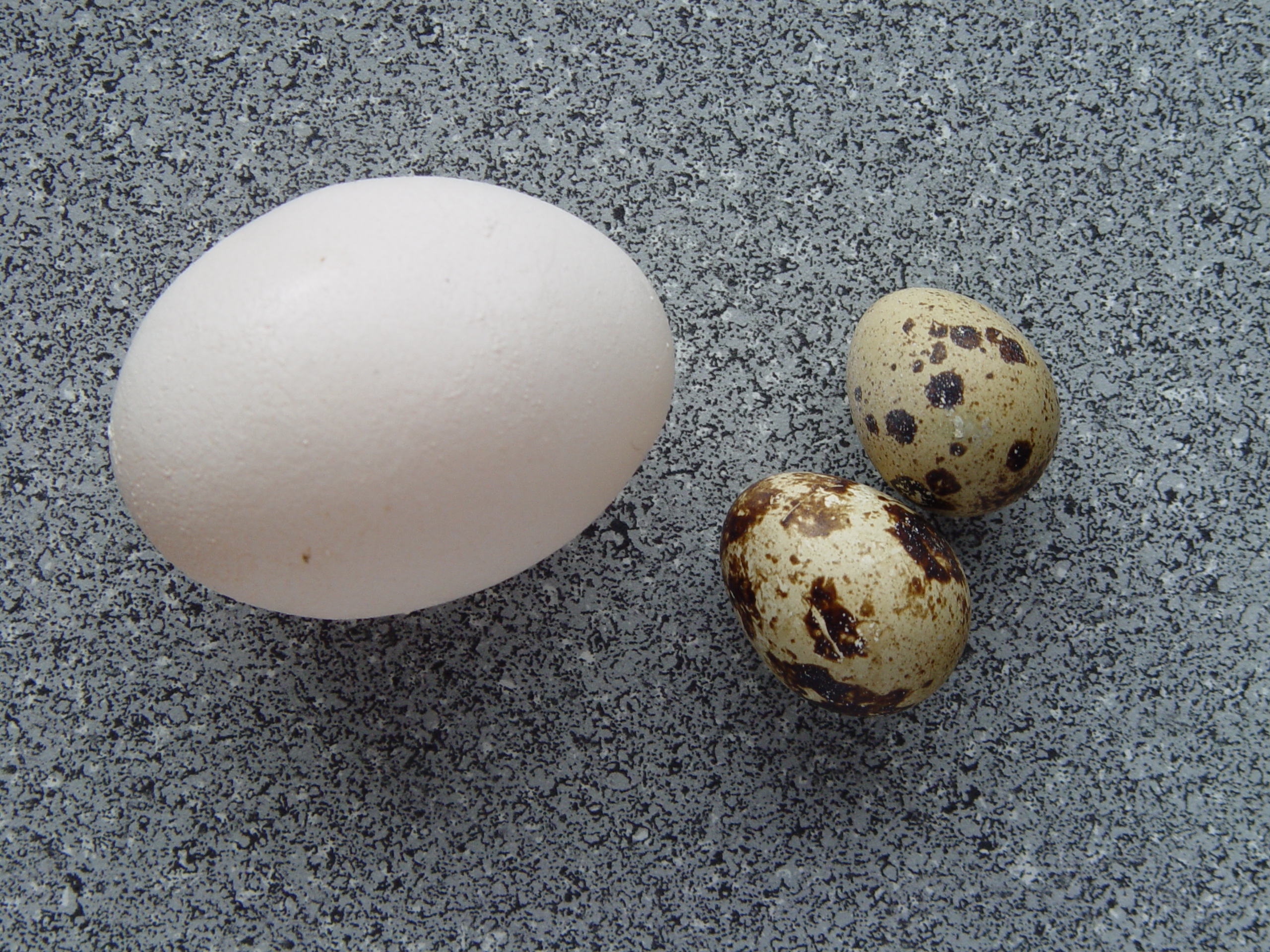
鶏卵（左）とウズラの卵（右）、これらは一般に食用として使われる。

卵は栄養が豊富であるから、食用となるものが多々ある。卵の採取を目的に飼育される場合もある。鳥類などはその典型で、世界各地で鳥類の卵を食用として得るために様々な鳥類が飼育される。しばしば卵と食肉の双方を得るためにも飼育される。
その一方で、魚卵は魚肉を得る際の副次的生産物ではあるが、逆に風味の良い魚卵は特別に扱われ、中には魚卵そのものを目的として採取される魚類もある。
日本においては、食事関係で単に「卵」というと、鶏の卵を指すことが多い。

### 鳥の卵
- ニワトリの卵（鶏卵）
- ウズラの卵 (うずら卵)
- アヒルの卵
- ダチョウの卵
- ハトの卵
- ガチョウの卵

### 魚介類の卵
- 卵巣
  - 食用にする魚介類の卵は産卵後を漁獲することは稀で、メスが体内に持つ成熟した卵巣を解体食用とする。そのため他の卵とは違い、日本では「卵」と呼ぶものの実物は産卵される前の卵巣やそれをほぐしたものを指し、内臓として扱われることも多い。魚介類のうち魚類の卵巣は真子（まこ）とも呼ばれる。
    - 鯛の子 : タイの卵巣
    - 筋子 : 鮭の卵巣。ほぐしたものをイクラという。
    - カズノコ : ニシンの卵巣
    - とびこ : トビウオの卵巣をほぐしたもの
    - たらこ（明太子）: タラ（スケソウダラ）の卵巣
    - キャビア : チョウザメの卵巣をほぐしたもの
    - カラスミ : ボラの卵巣
    - ぶりこ : ハタハタの卵巣
    - フグの卵巣（多くは猛毒を含むため、日本で食用とするのは石川県の河豚の卵巣の糠漬けのみ）
    - 子持ちシシャモ（あるいはカペリン（カラフトシシャモ））
    - このこ（くちこ） : ナマコの卵巣
    - ウニの卵巣
    - たこまんま : タコ（ヤナギダコ）の卵巣
    - 内子 : カニの卵巣
- 甲殻類が抱卵中の成卵
  - 外子 : カニの卵
  - えびこ（蝦子） : エビの卵
- 産卵された魚卵
  - 子持ち昆布 : コンブへニシン（あるいはカペリン（カラフトシシャモ））に産卵させたもの。多くは養殖される。
  - 海藤花（かいとうげ） : タコ（マダコ）の卵

### 爬虫類の卵
- カメの卵:ウミガメ、スッポン、スッポンモドキの卵。
- ワニの卵:インドガビアルの卵。

### その他の卵
- ミズムシ (昆虫)の卵
- アリの卵、タイ王国では、ツムギアリの卵がカイモッデーン（英語版）と呼ばれ食用とされる。
- カタツムリの卵 : エスカルゴの卵。ホワイトキャビアとして食用にされる。

## 鶏卵

### サルモネラ
鶏卵はサルモネラの代表的な食中毒原因食品の一つとして知られる。サルモネラ食中毒の60～70％がサルモネラ・エンテリティディス（SE）によるものだが、市販鶏卵のサルモネラ汚染状況調査によると、市販鶏卵1870点（1点あたり鶏卵20個）のうち2点からSEが検出されている。

### 栄養
鶏卵Sサイズ一個のカロリーは約80キロカロリーで、良質なたんぱく源とされているが、国内および海外の研究で、食べすぎはガンのリスクとなるという結果であった。国内の研究では、卵を1日に1個食べるグループに比べて、1日に2個以上食べるグループでは、がんによる死亡リスクが3.2倍となった。

## 卵に関することわざ・故事成語
- 啄木鳥の子は卵から頷く（きつつきの子は卵から頷く）
- 累卵の危うき（危きこと累卵の如し）
- 卵で塔を組む
- 卵で石を打ったよう
- 卵の殻で海を渡る
- 卵を見て時夜を求む
- 丸い卵も切りようで四角
- 卵を割らずにオムレツを作ることはできない (You can't make an omelette without breaking eggs.)
- 卵を盗む者は牛も盗む (He that will steal an egg will steal an ox.)
- コロンブスの卵
- 鶏が先か、卵が先か (Chicken and egg question.) →英語のWikipediaではChicken or the eggのページになっている。

用語
- 初産日齢（英語：age at first egg）‐ 最初に卵を産むまでの何日かかるか
- スポーン (生物学)（英語版）(魚の産卵、放卵)
- クラッチ (卵)（英語版）（英語:Clutch） - 動物の複数生んだ卵。
  - クラッチサイズ（一腹卵数、一巣卵数） - 鳥類などが一回の産卵で巣に産む卵数[7]。
  - 鳥類のクラッチサイズ（英語版） ‐ 緯度や経度、季節、巣の立地などにより種内であってもばらつきが発生する[7]。
- 昆虫の産卵には、1回の産卵で1個の卵を産む卵粒産卵、一か所にまとめて複数の卵を産み付ける卵塊産卵がある[7]。

## 魚の卵
産卵数が多い魚は、マンボウ類の1‐3億個とされるが、元をたどると1921年の論文『New Studies of Sun-fishes made during the “Dana” Expedition, 1920』で「卵巣内に3億個以上の小さな未成熟の卵が含まれている」とされたことが生まれる数も3億個という連想となったとされる。実際には、新たに作られたり、成熟して産卵される卵があるわけで、一度の産卵で何個出すか、生涯何個の産卵数となるかは実際には不明である。ただ、最も多くの卵を産む脊椎動物と言われているように卵を多数産む魚類の中でも多くの卵を抱えているのは確かである。
水中を浮遊する浮遊卵の平均卵径は1.2mm、石や海藻に付着される付着卵や水底に沈む沈性卵の平均卵径は2.4mm程度、親の保護を受ける魚の卵の平均卵径は2.6mm程度である。
- 産卵床（英語版）、またタナゴやコイなどは淡水産二枚貝[13][14]、カジカはホヤやカイメンに卵寄託を行う[15]。
- スポーン (生物学)（英語版）（魚の産卵、放卵、頭足類、棘皮動物など） - イカの人工産卵床をイカシバと呼ぶ。日本の漁協では内水面（内陸の水場）において漁業を行う場合は、資源が枯渇しやすいため保全と増殖の義務（放流や産卵床の設置などの義務）がある（漁業法第八章内水面漁業）。
  - 魚卵の化石（英語版）、頭足類の卵の化石（英語版）
- 軟骨魚類の卵（英語版）

## その他
- 『沙石集』（13世紀末成立）の記述に、卵を食したために仏罰を受けた例がみられる。
- 卵と玉子の使い分けであるが、後者は食用を目的とした鶏卵、特に生でない火を通したものに限り用いるのが普及してきている[16][17][18]。

- 卵の形が卵形になっていることで、斜面を転がり落ちないという性質がある[19]。